# Pedagogiska magasinet
Pedagogiska magasinet var Lärarförbundets tidskrift för utbildning, forskning och debatt. 
Tidskriften grundades 1996. Ansvarig utgivare och chefredaktör var från starten 1996 till 2006 Lena Fejan Ljunghill. Chefredaktörer och ansvariga utgivare har sedan bland andra varit Leif Mathiasson och Helena Reistad.
Pedagogiska magasinet kom ut fyra gånger om året. TS-kontrollerad upplaga är 225 400 exemplar (2015). 2019 beslutade Lärarförbundet att lägga ned den prisbelönta tidningen i och med det årets sista nummer.